# Дефоліанти
Дефоліанти (від лат. de- — від, повернення та folium — листок) — хімічні сполуки, які спричиняють опадання листя з рослин. На відміну від гербіцидів дефоліанти не вбивають рослину, а пригнічують її, через втрату фотосинтезуючих елементів рослини — листків.
Під час війни у В'єтнамі широко використовувались американськими військовими під час операції «Ranch Hand».